# Ekran-M
Ekran-M (Ekran de Экран em russo, significa tela), também conhecida polo código de artigo 11F647M, foi uma família de satélites de comunicações geoestacionários soviéticos, sendo continuação da série Ekran original.
Os satélites Ekran-M eram satélites Ekran melhorados e atualizados e começaram a entrar em funcionamento a partir da segunda metade da década de 1980. Todos os satélites Ekran-M foram posicionados perto dos 99 graus de longitude leste para transmitir diretamente a lugares na frequência de 0,7 GHz com uma potência de 200 watts. Ao todo foram lançados cerca de 6 satélites da família Ekran-M entre 1987 e 2001, todos com foguetes Proton a partir do Cosmódromo de Baikonur e foram bem sucedidos exceto um fracasso total e um sucesso parcial (que foi chamado de Kosmos 1817).
Os Ekran-M pesavam cerca de duas toneladas e levavam dois transponders. Os painéis solares eram maiores e geravam 1,8 kW de potência.

## Histórico de lançamentos
| Satélite                  | Data                   | Plataforma de lançamento | Veículo de laçamento | Resultado     | Notas |
| ------------------------- | ---------------------- | ------------------------ | -------------------- | ------------- | --- |
| Ekran-M 11L (Kosmos 1817) | 30 de janeiro de 1987  | Cosmódromo de Baikonur   | Proton-K/Blok-DM-2   | Êxito parcial | Primeiro lançamento de um Ekran-M. O último estágio do foguete Proton não entrou em ignição, deixando o satélite em uma órbita baixa. |
| Ekran-M 1 (Ekran-M 13L)   | 27 de dezembro de 1987 | Cosmódromo de Baikonur   | Proton-K/Blok-DM-2   | Êxito         | |
| Ekran-M 2 (Ekran-M 12L)   | 10 de dezembro de 1988 | Cosmódromo de Baikonur   | Proton-K/Blok-DM-2   | Êxito         | |
| Ekran-M 14L               | 09 de agosto de 1990   | Cosmódromo de Baikonur   | Proton-K/Blok-DM-2   | Falha         | Falha do terceiro estágio do foguete Proton.                                                                                          |
| Ekran-M 3 (Ekran-M 15L)   | 30 de outubro de 1992  | Cosmódromo de Baikonur   | Proton-K/Blok-DM-2   | Êxito         | |
| Ekran-M 4 (Ekran-M 18L)   | 07 de abril de 2001    | Cosmódromo de Baikonur   | Proton-M/Briz-M      | Êxito         | Último lançamento de um Ekran-M |